# Johann Friedrich Tielker
Johann Friedrich Tielker (* 13. Juni 1763 in Braunschweig; † 11. August 1832 ebenda) war ein deutscher Maler, Zeichner, Kupferstecher, Innenarchitekt, Architekt und Unternehmer.

## Leben
Tielker war ein Sohn des fürstlichen Postmeisters der Thurn und Taxis, Johann Friedrich Tielker in Braunschweig, und älterer Bruder des Kupferstechers Franz Karl Tielker. Er wurde als Silhouetteur ausgebildet, erlernte später autodidaktisch die Miniaturbildnismalerei und arbeitete nach 1784 u. a. in Celle, Münster, Osnabrück, Hannover, Aachen, Bremen und Lübeck. 1789 kehrte er nach Braunschweig zurück, besuchte Magdeburg und Gotha und hielt sich von 1790 bis 1792 in Frankfurt/Main auf, wo er für die Kaiserkrönung Franz’ II. zahlreiche Aufträge ausführte. 1792 wurde er zum Hofmaler in Darmstadt ernannt, wo er Angehörige des Hofes, sowie die spätere Königin Luise von Preußen und ihre Schwester Prinzessin Friederike zu Mecklenburg-Strelitz porträtierte.
1793 übersiedelte er auf Einladung der Königin Luise nach Berlin, wo er bis 1802 am preußischen Hof wirkte. 1795 heiratete er Caroline Friederike Fritze (* 1770), Tochter des Doktors und Geheimrats Fritze in Berlin. Er ließ sich dauerhaft in Berlin nieder und gründete eine Kupferdruckerei. Im Jahr 1800 präsentierte er das erste Rundpanorama Berlins, das von Johann Adam Breysig und Karl Ludwig Kaaz geschaffen wurde. Das Unternehmen wurde durch das Weiterschicken des Panoramas in andere europäische Städte ein gewinnbringendes Geschäft. Mit Unterstützung von Kaaz malte er selbst ein Panorama von Berlin.
1802 besuchte er Königsberg und lebte und arbeitete anschließend bis 1804 in Riga und von 1804 bis 1805 in St. Petersburg. 1805 bis 1806 begleitete er den russischen Gesandten Golowkin nach China und lebte und arbeitete anschließend bis 1810 in Moskau, kehrte 1810 noch einmal nach Berlin zurück, ging im selben Jahr nach Reval, wo er den Bau und die Inneneinrichtung des Theaters übernahm, und hielt sich von 1813 bis 1826 wieder in St. Petersburg auf, wohin ihm auch seine Familie folgte. Von dort aus besuchte er Wien, Prag und Karlsbad und kehrte dann 1826 nach Braunschweig zurück. In den Jahren 1827 bis 1829 unternahm er noch Reisen nach St. Petersburg, Riga und München. Zuletzt malte Tielker auch Bildnisse und Landschaften in Wachsfarben.

## Werke (Auswahl)
- Friedrich Wilhelm, Herzog von Braunschweig-Lüneburg (1790), Radierung[1]
- Luise Henriette Caroline von Hessen-Darmstadt (um 1793), Gouache[2]
- Friederike, Prinzessin von Preußen, Miniatur[2]
- Prinz Ludwig von Preußen, Miniatur[2]
- Prinzessin Luise von Mecklenburg-Strelitz und ihre Schwester Friederike (vor 1793), Zeichnung, gestochen von Friedrich Christian Carstens[3]
- Ludwig Höpfner (1795), Zeichnung, gestochen von Daniel Chodowiecki[4]
- Friedrich Wilhelm III. (um 1797), Miniaturbild[5]
- Königin Luise nach eigener Vorlage von 1797[6]
- Sir H. Nelson (nach 1797), Radierung nach Daniel Orme[7]
- Napoleon I., Stich nach Andrea Appiani[8]
- Fürst W. S. Golizyn, Admiral J. Th. Krusenstern, August Wilhelm Iffland und Caroline Maximiliane Döbbelin, Bildnisse[6]
- Procureur Gustav Petersen, Generalsuperintendent Dr. K. G. Sonntag und Dichter C. F. Petersen Karl Petersen, Miniaturbilder[6]
- Belagerung von Mainz nach Johann Georg Schütz[6]
- Die Cascatella von Tivoli nach Jakob Philipp Hackert[6]
- Schreckenstein bei Aussig nach Adrian Zingg[6]
- Panoramen von Berlin (1802), Wien (1806), Riga (1803), St. Petersburg (1804) und Moskau (1806).

## Zugeschriebene Werke
Einige Werke enthalten keine Signatur, werden aber Johann Friedrich Tielker zugeschrieben.
Werke, die nur mit „Tielker“ signiert sind, könnten auch von seinem Bruder Franz Karl Tielker gezeichnet oder gestochen worden sein.
- Charlotte Georgine de Saxe Hildburghausen (nach 1785), Zeichnung (oder von Franz Karl), gestochen von Anton Karcher[9]
- Johann Friedrich Zöllner (nach 1791), Zeichnung, Schabkunst (oder von Franz Karl)[10]
- Auguste Wilhelmine von Hessen-Darmstadt (1792/93), Aquarell auf Elfenbein (zugeschrieben)[11]
- Louise, Prinzessin von Hessen-Darmstadt (um 1793), Aquarell auf Elfenbein (zugeschrieben)[12]
- Königin Friederike von Preußen, Gouache (zugeschrieben)[13]
- Friedrich Wilhelm III. (ca. 1795)[14]
- Friedrich Ludwig Dulon, Stich (oder von Franz Karl) nach Zeichnung von Augustin Ritt[15]
- Joseph Lux, Stich (oder von Franz Karl) nach Carl Teichmüller[16]